# Jakob Emanuel Handmann
Jakob Emanuel Handmann (16. august 1718 i Basel – 3. november 1781 i Bern) var en schweizisk maler med speciale i portrætmaleri. Han var samtidig med de schweiziske malere Anton Graff, Jean Preudhomme, Angelica Kauffmann, Johann Jakob Schalch, Johann Caspar Füssli og dennes søn Johann Heinrich Füssli.

## Liv og arbejde
Jakob Emanuel Handmann var det 9. barn af Johann Jakob Handmann, en bager og senere foged i Waldenburg, og hans kone Anna Maria Rispach. Mellem 1735 og 1739 lavede han en læreplads som stukkatør og studerede maleri i Schaffhausen hos maleren og stukkatøren Johann Ulrich Schnetzler. Han lavede studieture til Paris, Rom og Napoli. I Paris han arbejdede i studiet af Jean Restout II, som påvirkede hans arbejde. I 1742 Handmann rejste gennem Frankrig at finde beskæftigelse i et portræt studie i partnerskab med maleren Hörling. I partnerskabet med Hörling var Handmanns opgave hovedsagelig at male hovedet på modellerne. I Italien arbejdede han blandt andre i studierne i Marco Benefial og Pierre Subleyras i Rom. Der kopierede han hovedsageligt mesterværker fra antikken og renæssancen.
Ved juni 1746 var han tilbage i Schweiz. I 1747 han slog sig ned i Basel. I Basel åbnede han sit eget studie. Mange af hans klienter var patriciere fra byen og området af Bern. Takket være stiftet bekendtskab med estiske adelsmand oberst Carl Friedrich von Staal, blev Handmann medlem af "Accademia Clementina" af Bologna i 1773. Bortset fra en tur til Tyskland i 1753 forlod han aldrig igen sit fædreland.